# Старт (премия)
Премия «Старт» — российская премия, вручаемая писателям-фантастам за лучшую дебютную книгу, написанную на русском языке. Премия вручается во время торжественной части ежегодного фестиваля фантастики «Аэлита» в Екатеринбурге.

## История
С 1989 по 1994 год лауреатов премии определяли по результатам голосования среди клубов любителей фантастики. С 1997 года выбирать авторов наиболее интересных дебютных книг стали профессионалы: писатели-фантасты, редакторы, литературные критики.
Премия вручается с 1989 года.
Автором и создателем приза был Виктор Васильевич Саргин, екатеринбургский мастер-камнерез, готовивший для «Аэлиты» все призы. Со временем вид приза изменился, его стали делать другие мастера.

## Лауреаты премии
- 2022 — Петр Новичков за книгу «Для тех, кто поймет»[1]
- 2021 — Макс Максимов[2]
- 2020 — Леон Смит[2]
- 2019 — Игорь Самойлов за роман «Ёрт бы побрал этого Гвидония».
- 2018 — Николай Чепурин за роман «Наследие бога войны»
- 2017 — Наталия Янкович за роман «Воин Духа: Воплощение»
- 2016 — премия не присуждалась;
- 2015 — Никита Аверин за роман «Метро 2033: Крым. Последняя надежда»
- 2014 — премия не присуждалась;
- 2013 — Алексей Верт за роман «Дзен-софт»
- 2012 — премия не присуждалась;
- 2011 — Виталий Абоян за роман «Древо Войны»;
- 2010 — Илья Тё за цикл романов «Твёрдый Космос»;
- 2009 — премия не присуждалась;
- 2008 — Сергей Палий за роман «Изнанка»;
- 2007 — премия не присуждалась;
- 2006 — Ирина Оловянная за книгу «Маленький дьявол»;
- 2005 — Лора Андронова за книгу «По велению Грома»;
- 2004 — Алексей Иванов за сборник «Корабли и галактика»;
- 2003 — Виталий Каплан за роман «Корпус»;
- 2002 — Леонид Каганов за сборник «Коммутация»;
- 2001 — Виктор Бурцев за роман «Алмазные нервы»;
- 2000 — Наталья Резанова за сборники «Открытый путь» и «Последняя крепость»;
- 1999 — Андрей Плеханов за роман «Земной бессмертный»;
- 1998 — Михаил Тырин за сборник «Тень покровителя»;
- 1997 — Андрей Валентинов за первую трилогию романа-цикла «Око силы»;
- 1996 — премия не присуждалась;
- 1995 — премия не присуждалась;
- 1994 — Андрей Щербак-Жуков за сборник «Сказки о странной любви»;
- 1993 — Сергей Лукьяненко за сборник «Атомный сон»;
- 1992 — Александр Тюрин и Александр Щёголев за сборник «Клетка для буйных»;
- 1991 — Вячеслав Рыбаков за роман «Очаг на башне»;
- 1990 — Андрей Столяров за сборник «Изгнание беса»;
- 1989 — Борис Штерн за сборник «Чья планета?».